# Pedicularis polyodonta
Pedicularis polyodonta är en snyltrotsväxtart som beskrevs av Hui Lin Li. Pedicularis polyodonta ingår i släktet spiror, och familjen snyltrotsväxter. Inga underarter finns listade i Catalogue of Life.